# District de Moesa

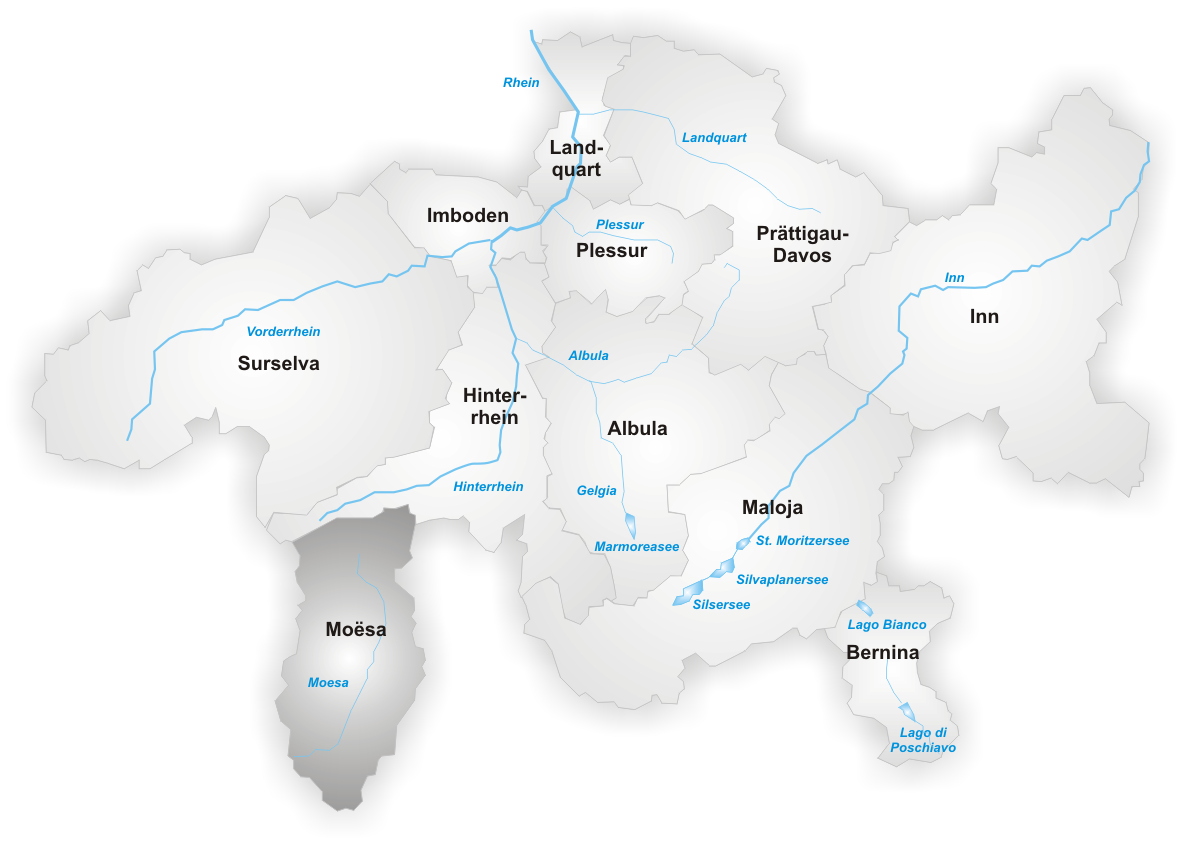
Le district de Moesa

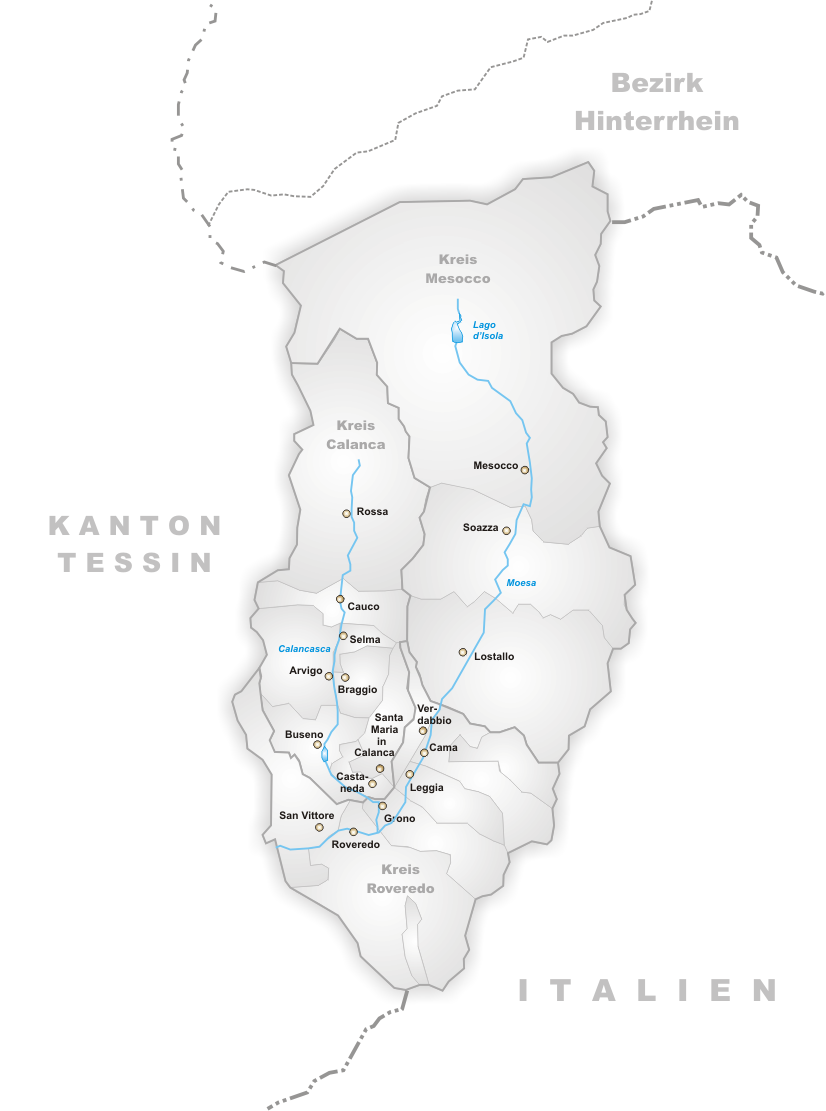
Les communes du district de Moesa

Le district de Moesa était un des 11 districts du canton des Grisons en Suisse.
Il comptait 14 communes réparties en trois cercles communaux.
Il est remplacé le 1er janvier 2016 par la région de Moesa, qui reprend le même périmètre.

## Communes

### Cercle communal de Calanca
- Buseno
- Calanca
- Castaneda
- Rossa
- Santa Maria in Calanca

### Cercle communal de Mesocco
- Lostallo
- Mesocco
- Soazza

### Cercle communal de Roveredo
- Cama
- Grono
- Leggia
- Roveredo
- San Vittore
- Verdabbio